# Río Trishuli
El río Trishuli (en nepalí: त्रिशूली नदी; en chino tradicional, 特耳蘇里河; en chino simplificado, 特耳苏里河; pinyin, Tè'ěrsūlǐ Hé) o Kyirong Tsangpo (en tibetano: སྐྱིད་གྲོང་གཙང་པོ།, wylie: skyid grong gtsang po, simplificado: Kyirong Tsangpo; en chino tradicional, 古隆藏布; en chino simplificado, 古隆藏布; pinyin, Gǔlóng Zàngbù) por su paso por Tíbet, al sur de China, es un río transfronterizo y uno de los principales afluentes de la cuenca del río Gandaki en el centro de Nepal.

## Etimología
El nombre del río Trishuli proviene de trishula, que es el tridente de Shiva, importante dios de la religión hindú. Una leyenda dice que cerca de los lagos de Gosainkunda, en las altas montañas del Himalaya, Shiva hundió su tridente en la tierra para crear tres fuentes, una de ellas, la del río Trishuli. En idioma tibetano, el sufijo Tsangpo designa un río que discurre en la región de Ü-Tsang, es decir, al oeste de la ciudad de Lhasa.

## Curso

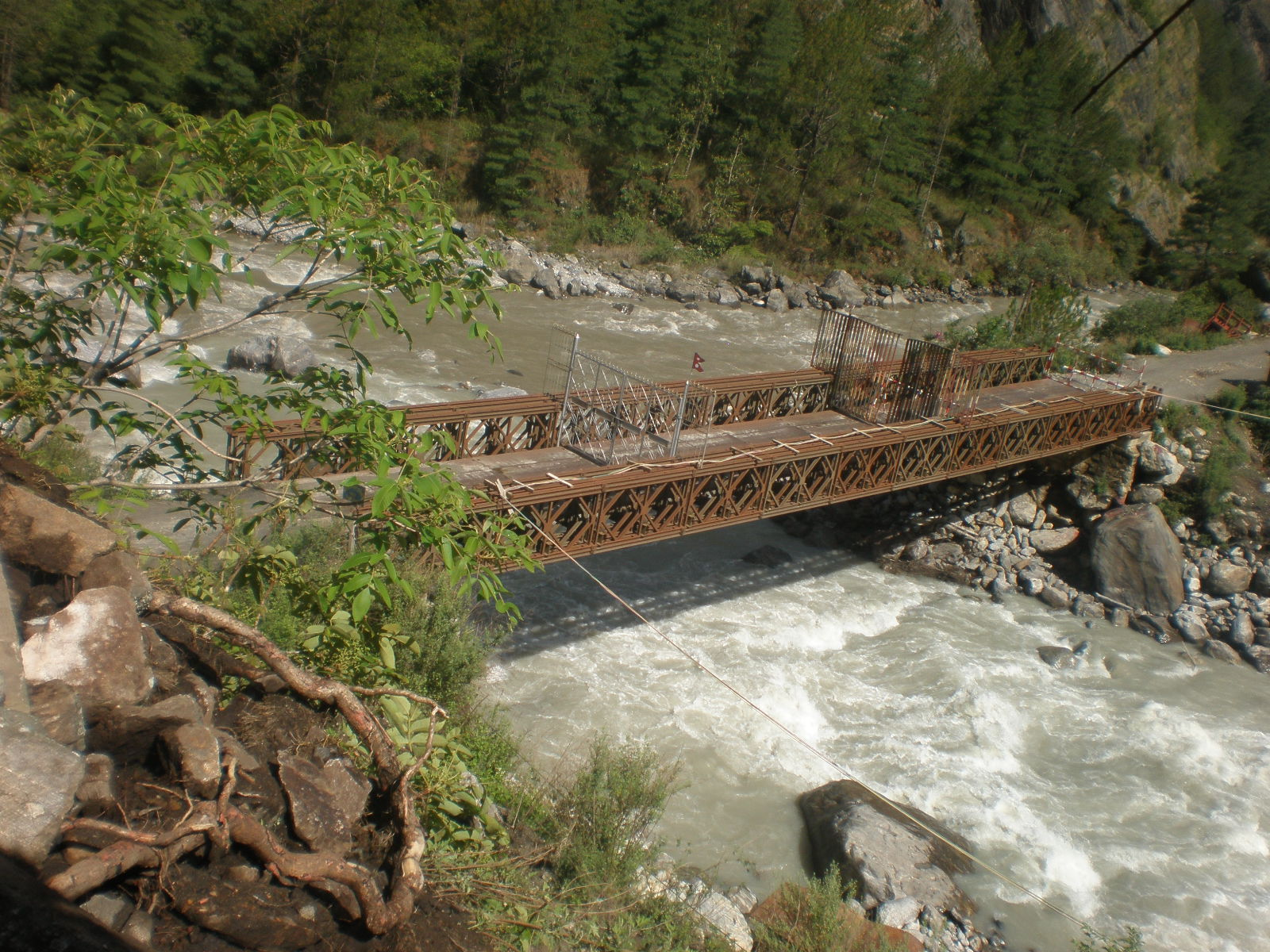
Puente en la frontera China-Nepal

La región más al oeste de la región del Ü-Tsang  también se conoce por el nombre de Lato, una zona de altas montañas del Tíbet. El Lato del norte comprende los cursos superiores del Yarlung Tsangpo y del Raga Tsangpo. El Lato del sur comprende las cursos superiores del Bum-chu, del Matsang Tsangpo y del propio Kyirong Tsangpo. Después de haber cruzado la cresta principal del Himalaya, el valle del río se ensancha entre los macizos del Langtang Himal, al este, y del Ganesh Himal. A continuación, prosigue al oeste del parque nacional de Langtang. En la ciudad de Bidur, el río se orienta gradualmente hacia el oeste y recibe los afluentes Budhigandaki, Marsyangdi y Seti Gandaki, por la orilla derecha.
La garganta y el valle del Kyirong forman una de las regiones alpinas más pintorescas del Tíbet. Zongga, la capital del condado de Gyirong, domina la confluencia del Kyirong Tsanpo y de su afluente principal, el Zarong-chu. La garganta del Kyirong domina el Ragma a 3000 m de altitud.
A continuación, se une al Gandaki en Devghat; el Gandaki desagua a su vez en el río Ganges, ya en la India. La longitud total del curso del río es de unos 200 km.

## Cuenca hidrográfica
Más del 60% de la cuenca vertiente del Trishuli se encuentra en el Tíbet, con un 9% cubierto por la nieve y los glaciares. El 85% de su área de captación de 4640 km² se encuentra por encima de los 3000 m, con un 11% por encima de 6000 m. En Betrawati la altitud es de unos 600. El caudal del Trishuli es parecido al del Gandaki, tanto en estación seca como al fundirse las nieves; el caudal más bajo y el más alto por deshielo están cerca de los caudales medios registrados en el río Narayani.

## Ocio
El Trishuli es uno de los ríos que goza de más popularidad en Nepal, especialmente para la práctica del rafting, ya que tien gran número de gargantas y rápidos, y un equilibrio entre secciones de más fácil acceso, especialmente en las zonas de Katmandú y Pokhara. También se permiten accesos cerca del parque nacional de Royal Chitwan también es fácilmente accesible. El río es navegable entre enero y mayo, y octubre y diciembre.

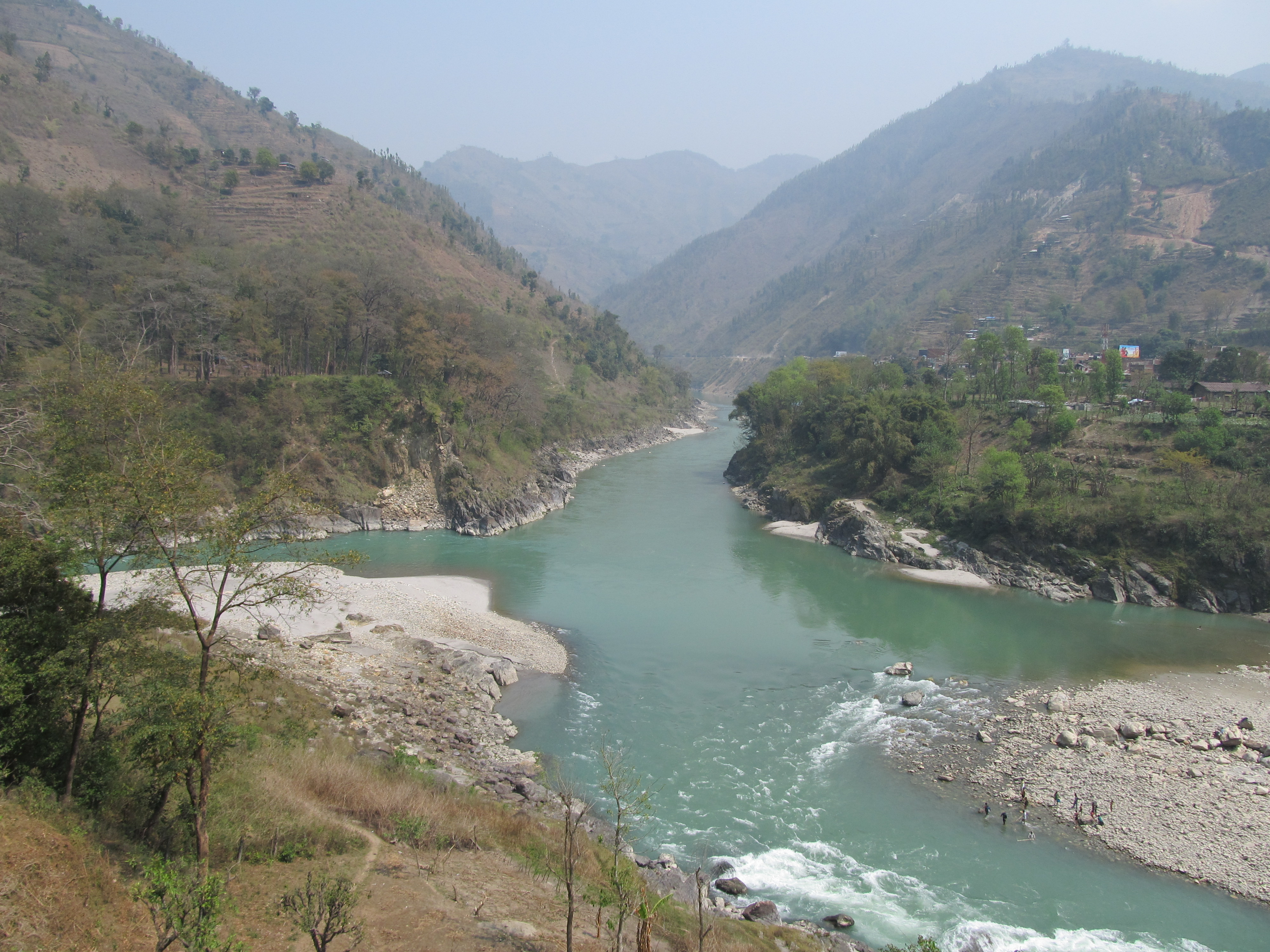
Confluence del Marsyangdi (izqda.) y el Trisuli en Mugling (Nepal)
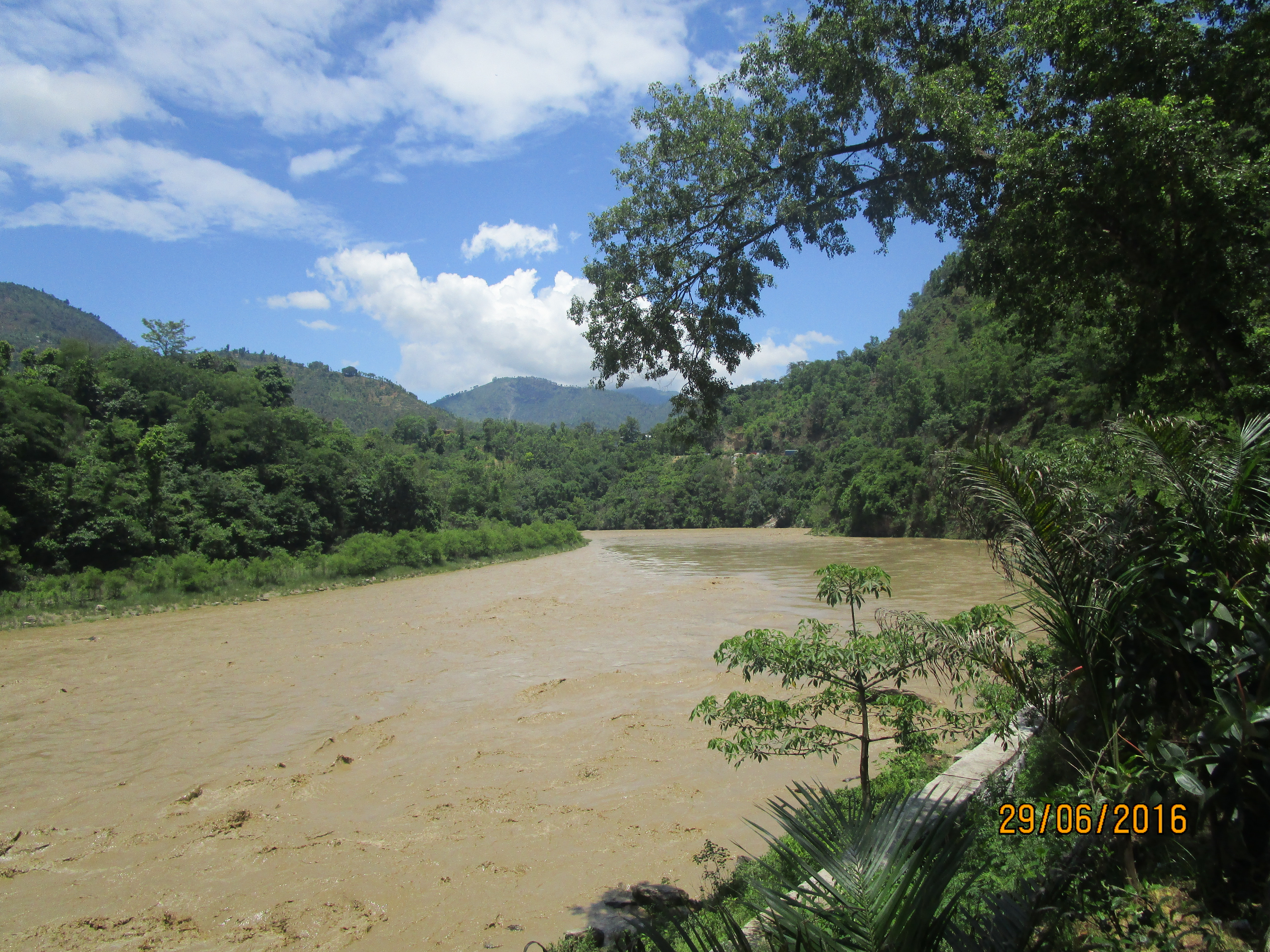
El río en Benighat
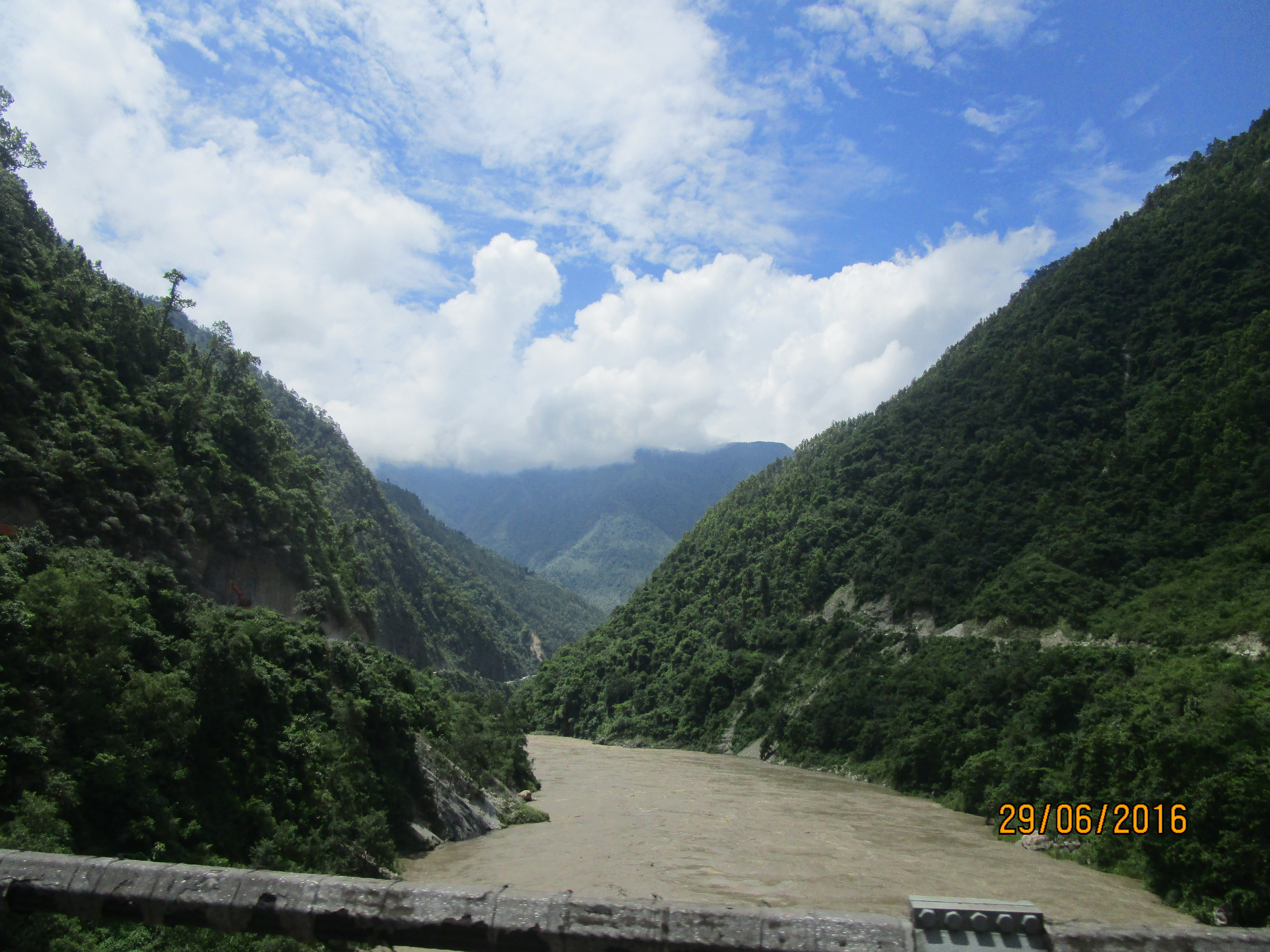
El río en Darechok
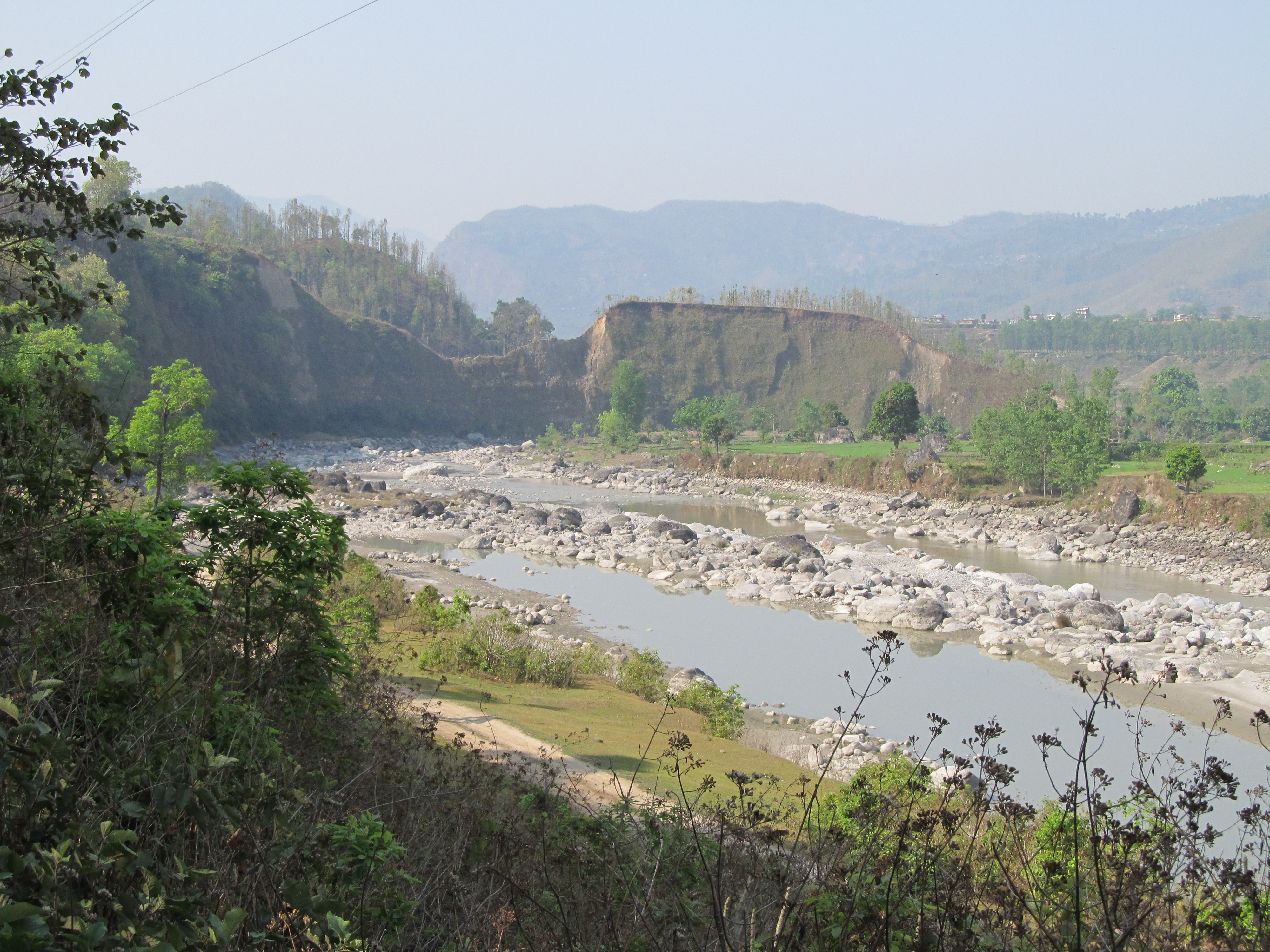
El río al norte de Bidur
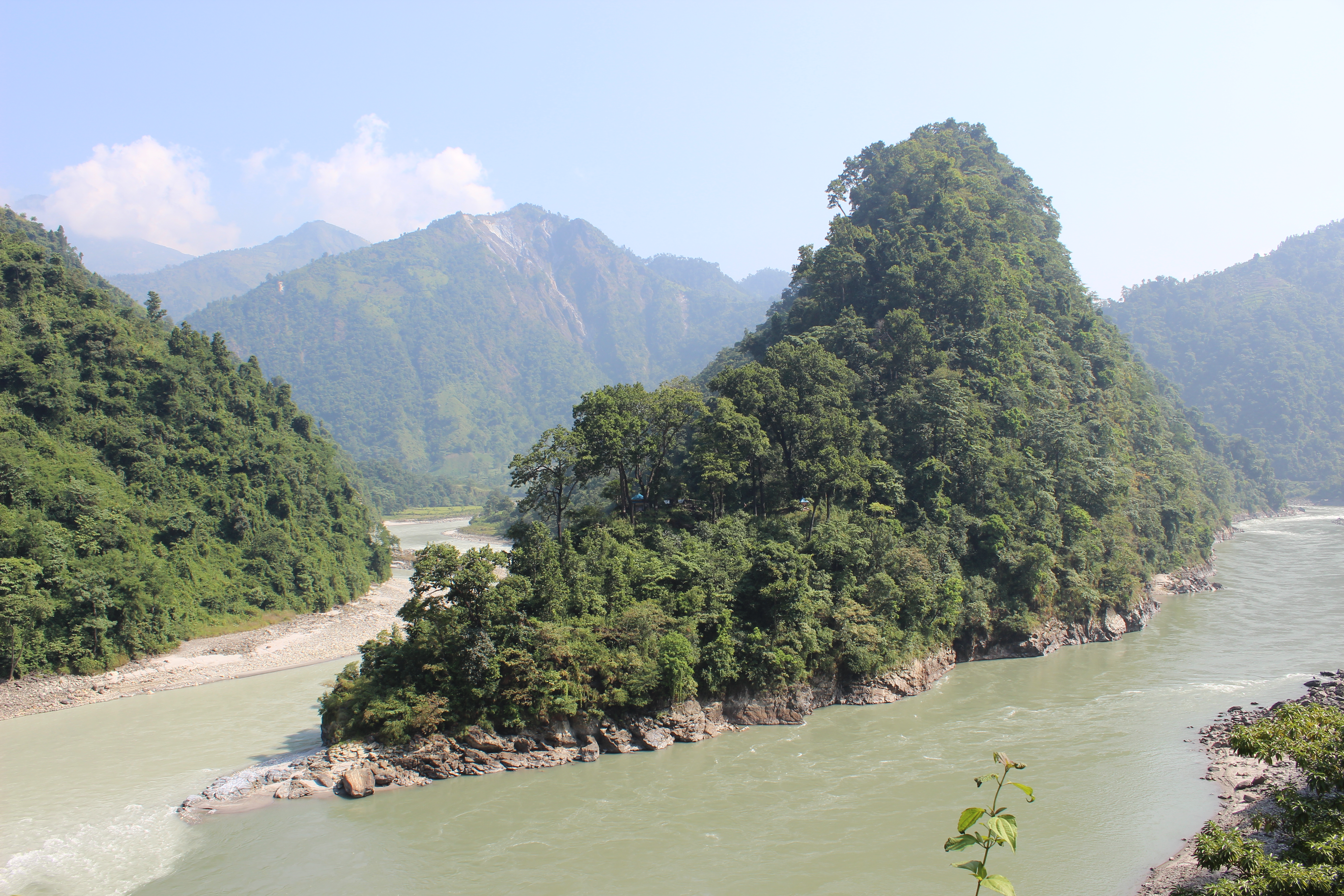
La colina, cerca de la confluencia de los ríos Seti y Trishuli, ha estado en pie durante siglos para describir el proceso de la paleta natural
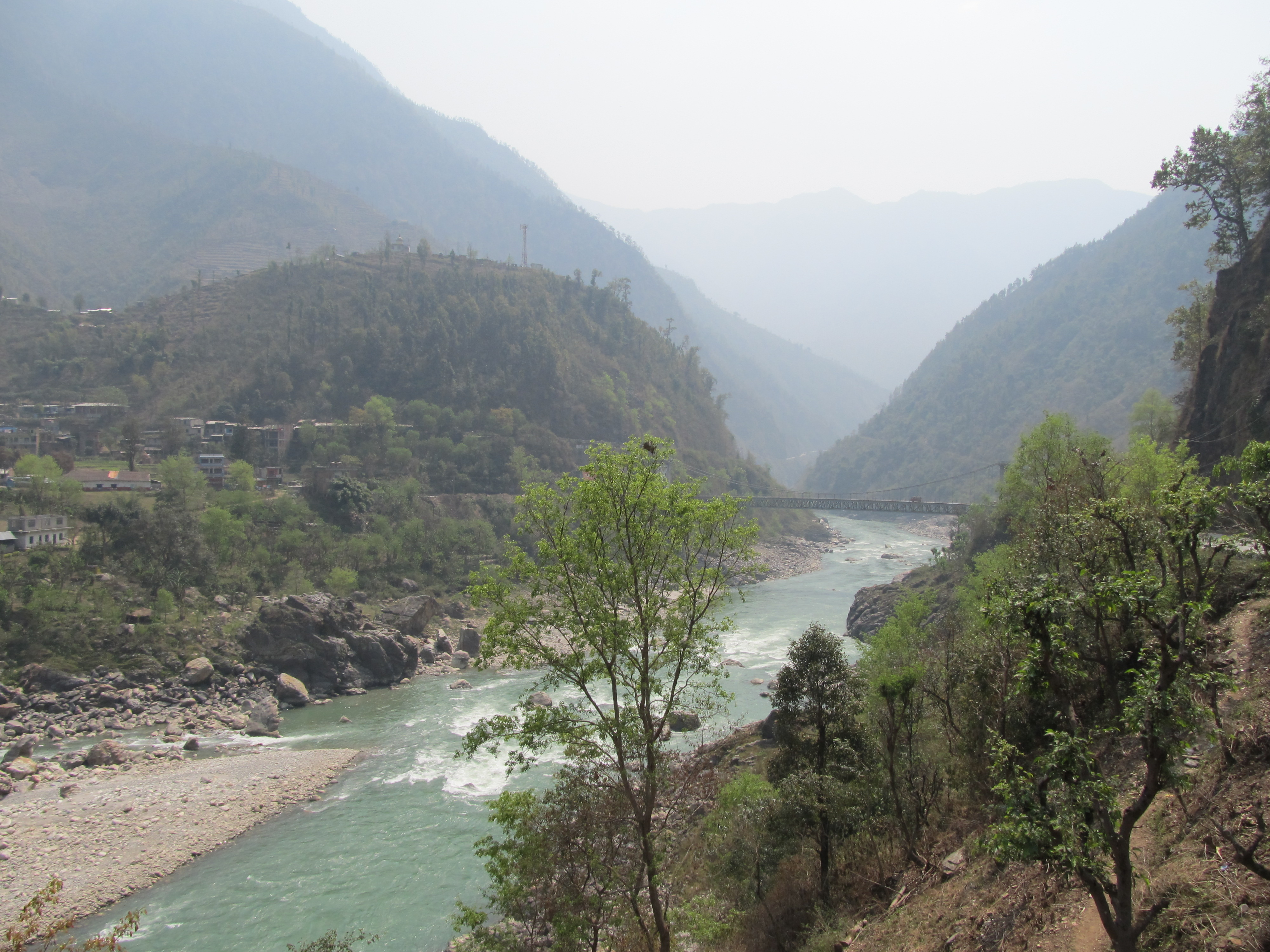
Trisuli: mirando río abajo desde Mugling con un puente que cruza el río (Katmandú-Pokhara)
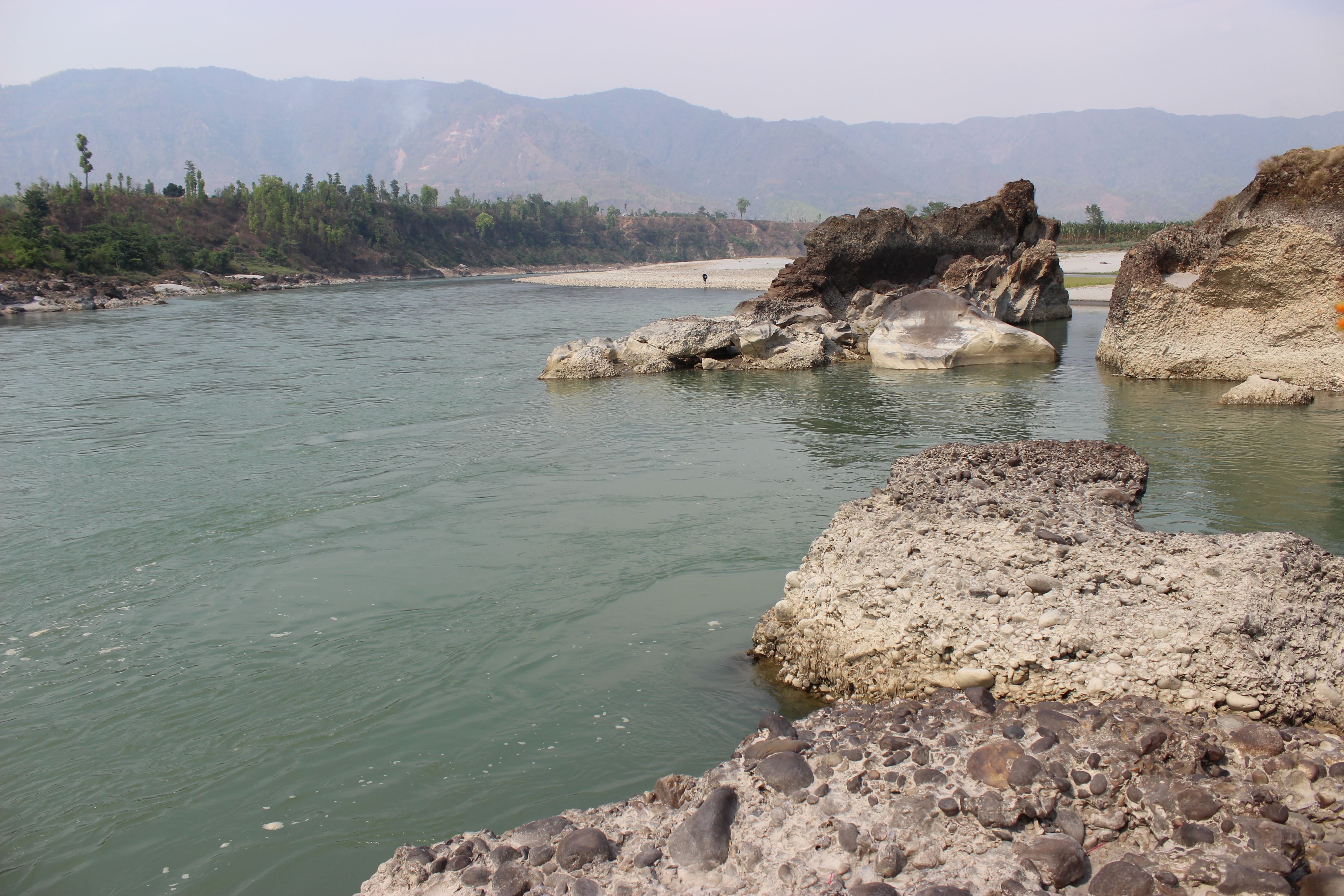
Cerca de Dev ghat, Thimure, Chitwan
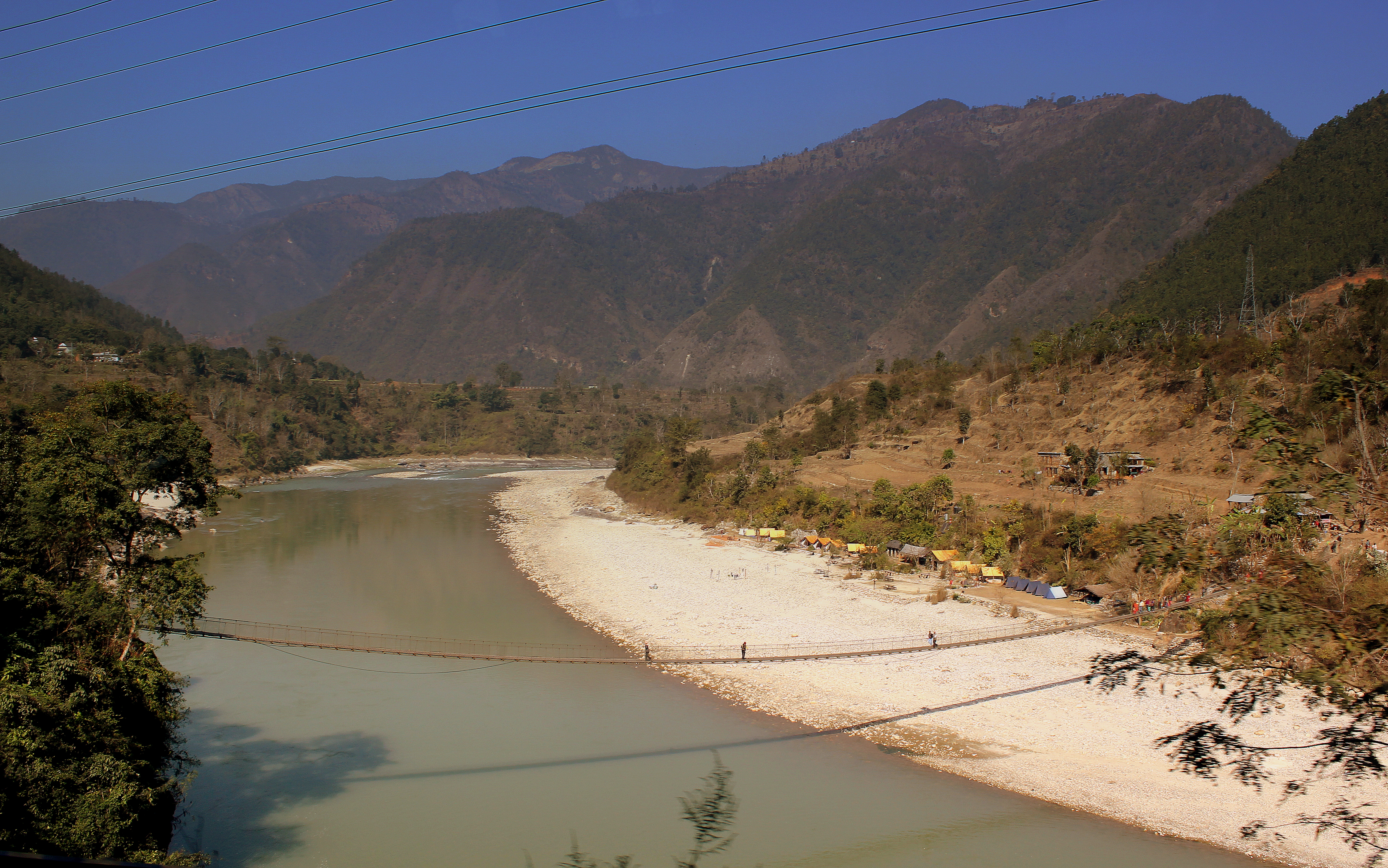
Vista sobre el Trishuli cerca de Siurenitar (distrito de Gorkha)